# Sinotmethis brachypterus
Sinotmethis brachypterus is een rechtvleugelig insect uit de familie Pamphagidae. De wetenschappelijke naam van deze soort is voor het eerst geldig gepubliceerd in 1985 door Zheng & Xi.